# Klaus Schultze
 (avril 2020).
Si vous disposez d'ouvrages ou d'articles de référence ou si vous connaissez des sites web de qualité traitant du thème abordé ici, merci de compléter l'article en donnant les références utiles à sa vérifiabilité et en les liant à la section « Notes et références ».
Ne doit pas être confondu avec Klaus Schulze.
Klaus Schultze (né en 1927 à Francfort-sur-le-Main) est un sculpteur allemand.

## Biographie

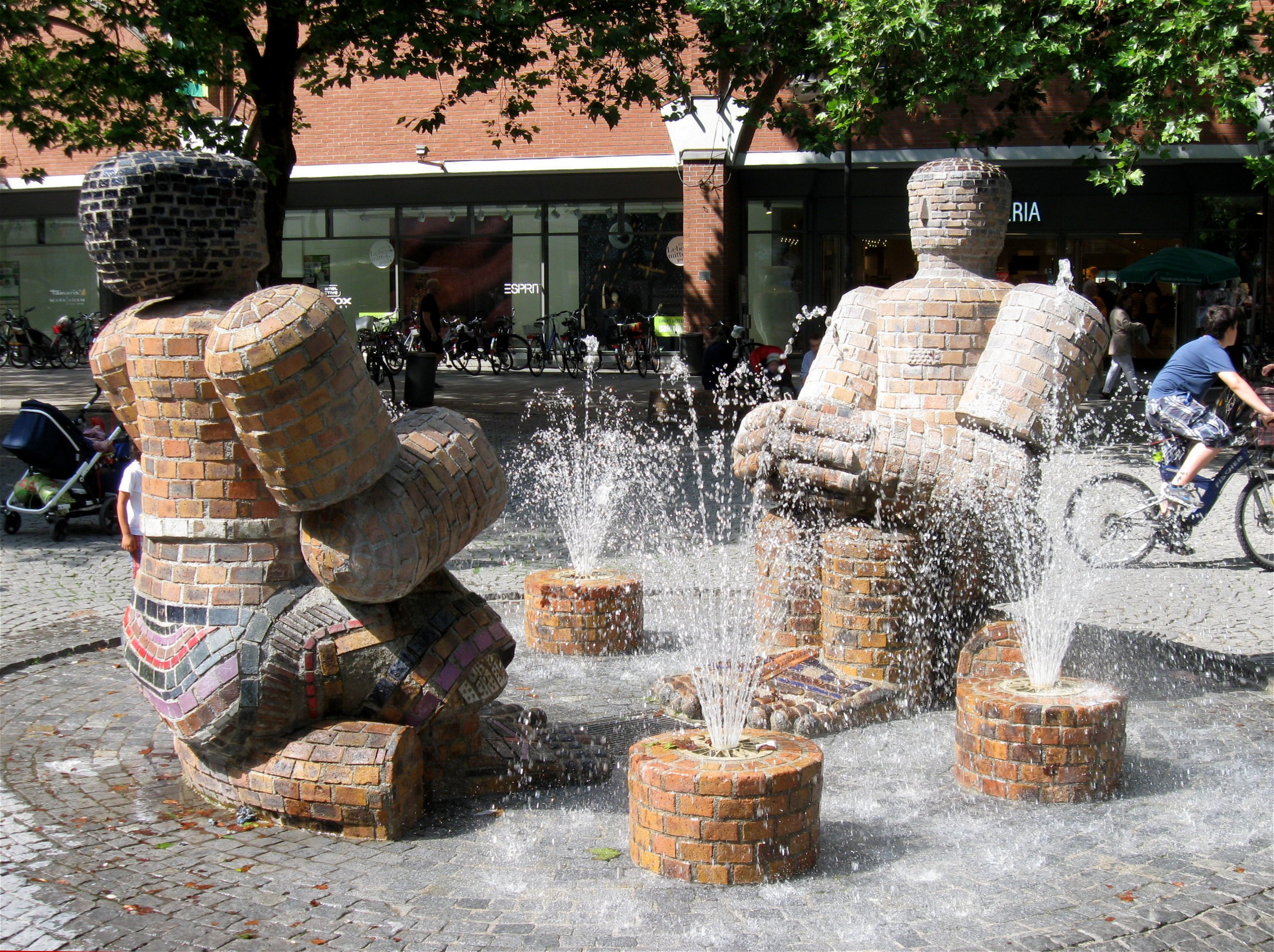
Sculpture de Klaus Schultze à Munich.

Potier et céramiste de formation, Schultze s'installe en France en 1952 et ouvre un premier atelier de céramique à Gournay-sur-Marne en 1956. Il expose en 1962 au Salon de la jeune sculpture (Paris, musée Rodin). Schultze découvre la brique décorative lors d'un voyage à Sienne, et débute la création d’œuvres monumentales en brique dans les années 1960.
À partir de 1968, il répond à de nombreuses commandes issues du 1% artistique, la plupart du temps pour des sculptures monumentales, anthropomorphes ou empruntées au vocabulaire de l'architecture, destinées à l'espace public et aux établissements scolaires : dès 1968 à Sainte-Florine (Haute-Loire) et Bellême (Orne), puis en 1971 à Vitry-sur-Seine (foyer Justin-Delbos), en 1972 à Mérignac (collège Pichey), Carhaix (lycée), Noeux-les-Mines (cité scolaire), en 1973 à Arcachon (lycée Jean-Condorcet), Vigneux-sur-Seine (collège Henri-Wallon) et Ajaccio, en 1974 à Joué-les-Tours (collège Beaulieu), en 1975 à Élancourt (L'homme couché), en 1977 à Maule (collège de La Mauldre) et à Tours (collège Philippe-de-Commynes). Entre 1978 et 1980, il conçoit son œuvre la plus monumentale : les Géants de la Place des Géants de Grenoble. En 1982, il crée la Table des géants pour le lycée hôtelier de Guyancourt.
Il enseigne la céramique à l'école des Beaux-Arts de Munich à partir de 1979.

## Expositions de groupe
- École de Paris au Japon, Tokyo, Kyoto: 1960
- École de Paris au Japon, Philadelphie: 1960
- Triennale de Milan, pavillon allemand: 1960
- Concours pour une sculpture, Lyon: 1967
- Aspects de la sculpture contemporaine, Vitry: 1970
- Arts Plastiques, Montargis: 1970
- Sculptures en montagne, plateau d'Assy: 1973
- Dokumente, Université, Kansas: 1974
- L'Art dans la ville, Vitry: 1975

## Sculptures et murs en céramique
- Centre artisanal d'Allemagne: Bonn, Munich.
- École pédagogique: Augsbourg.
- Grands Magasins: Brême, Göttingen, Hanovre, Düsseldorf, Hagen, Coblence, Dortmund.
- Banque: Essen
- Musée de la sculpture Pagani: Legnano